# Sinularia heterospiculata
Sinularia heterospiculata is een zachte koraalsoort uit de familie Alcyoniidae. De koraalsoort komt uit het geslacht Sinularia. Sinularia heterospiculata werd in 1970 voor het eerst wetenschappelijk beschreven door Verseveldt. 